# Het verhaal van Genji
Het verhaal van Genji (源氏物語, Genji Monogatari) is een Japanse roman die begin 11e eeuw werd geschreven. Murasaki Shikibu is naar aller waarschijnlijkheid de auteur. Het is een van de oudste romans die in deze taal is geschreven, en wordt meestal als de eerste moderne roman ter wereld aangeduid.

## Achtergrond
De Genji is hoofdstuk voor hoofdstuk geschreven in etappes. Het bevat veel elementen die vandaag de dag ook in moderne romans terug te vinden zijn, zoals een centraal personage omgeven door een groot aantal belangrijke en minder belangrijke bijpersonages, een uitwerking van het karakter van de hoofdpersonen, een aantal gebeurtenissen binnen een bepaalde tijdsperiode van het leven van de hoofdpersoon. Het verhaal maakt niet echt gebruik van een plot. In plaats daarvan is het meer een weergave van het echte leven; personages worden ouder en gaan om met de dingen die ze op hun pad tegenkomen.
Een van de lastigere aspecten voor lezers is dat vrijwel geen van de personages in de Genji een expliciete naam krijgt. Er wordt meer naar hen gerefereerd middels hun rang of rol. Dit is als gevolg van het beleid van de periode waarin het verhaal werd geschreven. Tijdens Heianperiode was het aan het keizerlijk hof niet gebruikelijk elkaar vrijuit bij naam te noemen. In moderne vertalingen zijn soms bijnamen toegevoegd om het verhaal voor de lezer wat duidelijker te houden.

## Verhaallijn
De roman verhaalt over het leven van de zoon van een de Japanse keizer, voor de lezers  Hikaru Genji genoemd. Hij begint zijn leven als officier aan het hof. De roman behandelt vooral zijn liefdesleven en zijn plaats in de aristocratie van de Heianperiode.
Ook centraal staat een van zijn concubines. Genji gaat op zoek naar de liefde en verleidt meerdere vrouwen. Zijn adellijke positie komt hem hierbij goed van pas. Na een periode moet hij de hoofdstad verlaten. Hij wordt vader en keert later weer terug. Uiteindelijk sterft Genji. Het laatste hoofdstuk gaat over de zonen van Genji.

## Schrijver

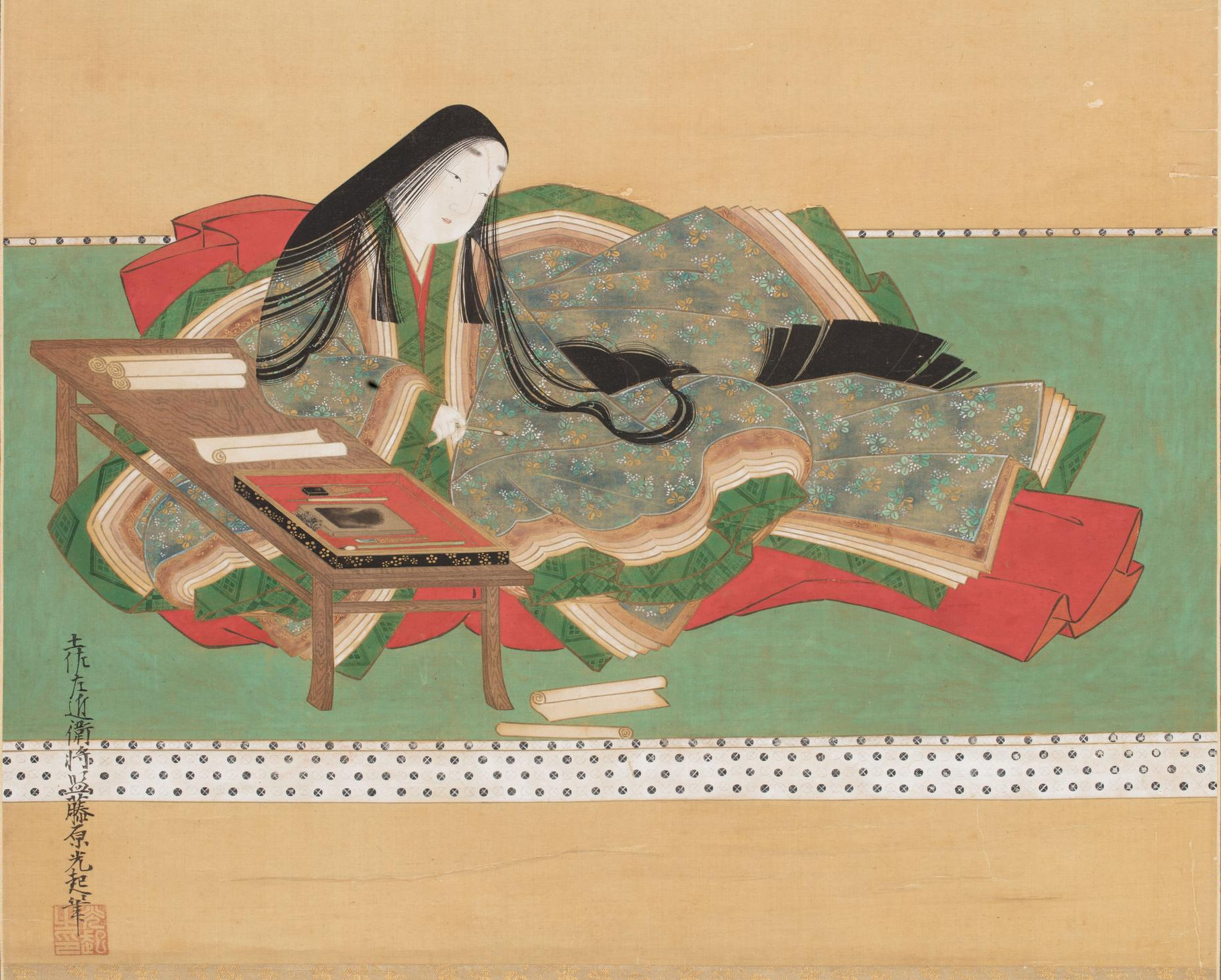
Murasaki Shikibu, illustratie door Tosa Mitsuoki, 17e eeuw

De Genji wordt vandaag de dag vaak toegeschreven aan Murasaki Shikibu, maar in hoeverre zij werkelijk de auteur van Genji is staat al jaren ter discussie. De kans dat hier ooit opheldering over komt is echter klein, tenzij er een archeologische bron wordt gevonden die uitsluitsel kan geven. Mogelijk was Shikibu een van de auteurs, maar is het verhaal ook deels door andere mensen geschreven.
Over het algemeen wordt aangenomen dat de roman in zijn huidige vorm werd voltooid in 1021, toen de auteur van de Sarashina Nikki in haar dagboek schreef een volledige kopie van het verhaal te hebben verkregen. Ook zijn er bewijzen dat het verhaal al grotendeels bestond in 1008.
Yosano Akiko, de eerste auteur die een moderne vertaling van de roman maakte, was van mening dat Shikibu enkel de hoofdstukken een tot 33 had geschreven. Hoofdstukken 34 en 35 waren volgens haar van haar dochter Daini no Sanmi. Andere geleerden twijfelen ook aan het feit of Shikibu echt de latere hoofdstukken heeft geschreven, vanwege enkele tegenstrijdigheden tussen de hoofdstukken 34 en verder en de eerdere hoofdstukken.
Een veelgehoord tegenargument van de theorie dat er meer schrijvers waren dan alleen Shikibu is dat de roman wel in zijn geheel dezelfde stijl en van dezelfde kwaliteit is geschreven; iets dat onwaarschijnlijk zou zijn als er meer dan een schrijver aan had gewerkt.

## Vertaling en adaptatie
De eerste gedeeltelijke vertaling van Genji Monogatari in het modern-Japans verscheen van de hand van de jonge Suematsu Kenchō (1856-1920) in 1882. Het oorspronkelijke verhaal was in een speciaal hofschrift geschreven, dat na iets minder dan twee eeuwen al niet meer gesproken werd. Hierdoor werd het verhaal tot aan de vertaling van Suematsu via geïllustreerde versies overgeleverd.
Een vrije Engelse vertaling van het hele verhaal op 1 hoofdstuk na werd geproduceerd door Arthur Waley in 6 volumes tussen 1925 en 1933. Edward Seidensticker maakte de eerste volledige vertaling van het verhaal in het Engels.
Junichiro Tanizaki is zelf een gevierde auteur van romans en essays, maar hij publiceerde ook niet minder dan 3 volledige vertalingen van Genji monogatari naar het moderne Japans bij dezelfde grote uitgeverij Chūōkōronsha. Uitgever-directeur Yūsaku Shimanaka was onder de indruk van Waley's Engelse vertaling en oefende druk uit op Tanizaki, die uiteindelijk toegaf. Zijn eerste vertaling verscheen in 26 delen tussen januari 1939 en juli 1946, de tweede in 12 delen tussen mei 1951 en december 1954, en de derde tussen november 1964 en oktober 1965, kort na het overlijden van de vertaler.
In het Nederlands bestaat er een uitgave onder de naam Avondgezichten, liefdes uit het leven van prins Genji, maar dit is slechts een deel van de roman. In november 2013 verscheen een volledige vertaling van de Genji door Jos Vos.
Kōzaburō Yoshimura regisseerde in 1951 de eerste belangrijke verfilming van Genji. De Daiei-studios ondersteunden de film met een massale promotiecampagne naar aanleiding van hun tiende verjaardag, en hij werd het grootste Japanse kassucces tot dan toe. Latere verfilmingen zijn die van Kon Ichikawa (1966) en Gisaburo Sugii (1987), deze laatste een animatiefilm die alleen de eerste 12 hoofdstukken omvat.
In 2001 maakte Tonko Horikawa een verfilming met een cast die uitsluitend uit actrices bestond. In de film, getiteld Sennen no Koi - Hikaru Genji Monogatari, vertelt Murasaki het verhaal aan een meisje als les over het gedrag van mannen.
Het theatergezelschap Takarazuka Revue, dat sinds zijn oprichting in 1913 uitsluitend met vrouwelijke vertolkers werkt, bracht al in 1919 een operatische versie van het Sakaki-deel (hoofdstuk 10: De heilige boom). Alleen al na de Tweede Wereldoorlog hebben ze nog vier verschillende Genji-producties op het podium gezet, de laatste (we schrijven 2006) in 2000 met de titel "Het verhaal van Genji beleefd in een droom: een muzikale romance".
Begin 2009 verscheen een 11 afleveringen tellende anime over Genji Monogatari getiteld Genji Monogatari Sennenki.

## Nationaal symbool
Genji wordt zowel in Japan als daarbuiten beschouwd als een van de krachtigste emblemen van wat de Japanse natie voorstelt; een meesterwerk van de wereldliteratuur waarvoor Japan, zijn taal en zijn inwoners verantwoordelijk zijn.
Het bankbiljet van 2000 yen, uitgegeven in het jaar 2000, bevat op de achterzijde een tafereel van de Genji-beeldrol (Genji monogatari emaki) uit de 12de eeuw.
Op 1 november 2008 vierde Japan de duizendste verjaardaag van het verhaal van Genji, een tamelijk lukraak gekozen datum op basis van een verwijzing in het dagboek van Murasaki Shikibu (1008-1010). Het speciaal opgerichte Comité voor de Duizendste Verjaardag van Genji monogatari schuwde de commercialisering niet. Tussen 2 november 2006 en 7 maart 2009 verschenen niet minder dan 2.247 krantenartikels, 76 nieuwsitems op de nationale televisie en tientallen speciale programma's die op een of andere manier verband hielden met de millenniumviering van het verhaal. Het evenement werd gebruikt om saké, thee, postzegels, reukwaren en snoep te slijten. Volgens één schatting namen ruim 150 miljoen mensen (een kwart van de Japanse bevolking) deel aan evenementen waarbij het Comité betrokken was.